# Liste der denkmalgeschützten Objekte in Stroheim
Die Liste der denkmalgeschützten Objekte in Stroheim enthält die 4 denkmalgeschützten, unbeweglichen Objekte der Gemeinde Stroheim in Oberösterreich (Bezirk Eferding).

## Denkmäler
| Foto |                 | Denkmal                                                                  | Standort                               | Beschreibung | Metadaten |
| ---- | --------------- | ------------------------------------------------------------------------ | -------------------------------------- | --- | --- |
| ja   | Datei hochladen | Landerl-Kapelle HERIS-ID: 8341 Objekt-ID: 4294                           | Stroheim Standort KG: Großstroheim     | Die zwischen 1901 und 1904 erbaute Landerlkapelle liegt 2 km östlich des Ortszentrums, von ihrem Standort ergibt sich ein guter Blick hinein ins Eferdinger Becken. Die Inschrift unter dem Maria-Hilf-Bildnis besagt, dass Franz Landerl, Angestellter des Franziskanerklosters Pupping, 1887 das Gnadenbild zur öffentlichen Verehrung an einem Baum aufgestellt hat. Eine Skulptur hl. Familie ziert den Altar. | BDA-Hist.: Q38003118 Status: § 2a Stand der BDA-Liste: 2025-06-30 Name: Landerl-Kapelle GstNr.: .261                                                              |
| ja   | Datei hochladen | Malteserstöckl, ehem. Malteser Commende HERIS-ID: 8342 Objekt-ID: 4295   | Stroheim 1 Standort KG: Großstroheim   | Das Malteserstöckl ist ein zweigeschoßiger Baukörper mit traufständigem Standerker. Vom ursprünglichen Bau sind noch zwei Mönchszellen erhalten. Bemerkenswert ist die im Obergeschoß befindliche Tramdecke aus dem 16. Jahrhundert. | BDA-Hist.: Q1887838 Status: Bescheid Stand der BDA-Liste: 2025-06-30 Name: Malteserstöckl, ehem. Malteser Commende GstNr.: 3/5 Malteserstöckl, Stroheim           |
| ja   | Datei hochladen | Kath. Pfarrkirche hl. Johannes der Täufer HERIS-ID: 8339 Objekt-ID: 4292 | Stroheim Standort KG: Großstroheim     | Die gotische Kirche wurde mehrfach umgebaut. An das stichkappentonnengewölbte Langhaus schließt ein eingezogener einjochiger kreuzrippengewölbter Chor mit einem Fünfachtelschluss an. Die dreiachsige zweijochige gotische Westempore ist kreuzrippenunterwölbt. Der Turm im südlichen Chorwinkel trägt einen neuen Spitzhelm.                                                                                    | BDA-Hist.: Q26251302 Status: § 2a Stand der BDA-Liste: 2025-06-30 Name: Kath. Pfarrkirche hl. Johannes der Täufer GstNr.: .1 Sankt Johannes der Täufer (Stroheim) |
| ja   | Datei hochladen | Mayerhofer Bergwarte HERIS-ID: 8338 Objekt-ID: 4291                      | östlich Mayrhof 6 Standort KG: Mayrhof | Die Aussichtswarte auf dem Mayrhofberg wurde 1884 vom Verschönerungsverein Aschach-Eferding errichtet. | BDA-Hist.: Q38003104 Status: Bescheid Stand der BDA-Liste: 2025-06-30 Name: Mayerhofer Bergwarte GstNr.: 255/4                                                    |